# Koncerty w Trójce vol. 4 – Brygada Kryzys XXX Live
Koncerty w Trójce vol. 4 – Brygada Kryzys XXX Live – album muzyczny Brygady Kryzys. Album ten należy do serii Koncerty w Trójce wydanego przez Polskie Radio. Koncert, który nagrano, odbył się 23 listopada 2012 roku w Studiu im. Agnieszki Osieckiej. Album wydano 3 czerwca 2013 roku.

## Lista utworów
| Nr  | Tytuł utworu                       | Długość |
| --- | ---------------------------------- | ------- |
| 1.  | „Zapowiedź Agnieszki Szydłowskiej” | 0:33    |
| 2.  | „Nie daj się”                      | 3:56    |
| 3.  | „Nie ma nic”                       | 3:40    |
| 4.  | „Przestań śnić”                    | 3:20    |
| 5.  | „Fallen Fallen Is Babylon”         | 3:17    |
| 6.  | „Travelling Stranger”              | 4:06    |
| 7.  | „The Real One”                     | 3:08    |
| 8.  | „Radioaktywny blok”                | 1:01    |
| 9.  | „Except One”                       | 2:40    |
| 10. | „Ganja”                            | 4:20    |
| 11. | „Centrala”                         | 7:20    |
| 12. | „Too Much”                         | 3:26    |
| 13. | „Wojna”                            | 4:12    |
| 14. | „Ty i tylko Ty”                    | 3:24    |
| 15. | „Nie wierzę politykom”             | 4:06    |
| 16. | „To co czujesz”                    | 12:37   |
|     |                                    | 1:05:06 |

Muzyka: Robert Brylewski, tekst: Tomasz Lipiński.

## Skład
- Robert Brylewski – wokal, główna gitara
- Tomasz Lipiński – główny wokal, gitara
- Tomasz „Kvajah” Szymborski – gitara basowa
- Filip Gałązka – perkusja
- Dominik Gałązka – saksofon
- Aleksander Korecki – saksofon, flet

- Tomasz Kamiński – inżynieria
- Józef „Kuba” Nowakowski – mastering
- Wojciech Przybylski – nagranie